# HMS Comus (1914)
Pour les autres navires du même nom, voir HMS Comus.
Le HMS Comus est un croiseur léger de classe C de la Royal Navy qui a servi pendant la Première Guerre mondiale. Il faisait partie du groupe Caroline de la classe C.

## Construction
Les croiseurs de classe C étaient destinés à escorter la flotte et à la défendre contre les destroyers ennemis qui tentaient de se rapprocher à portée de torpille. Commandés en juillet-août 1913 dans le cadre du Programme naval de 1913-1914, les navires du groupe Caroline étaient une version agrandie et améliorée des croiseurs de classe Arethusa précédents. Ces navires avaient une longueur de 136 m, avec un maître-bau de 12,6 m et un tirant d'eau moyen de 4,9 m. Leur déplacement était de 4 287 tonnes à charge normale et 4 809 tonnes à pleine charge. Le HMS Comus était propulsé par quatre turbines à vapeur Brown-Curtis à propulsion directe, chacune entraînant un arbre d'hélice, qui produisaient un total de 40 000 ch (30 000 kW). Les turbines utilisaient de la vapeur produite par huit chaudières Yarrow Shipbuilders, ce qui lui donnait une vitesse de 28,5 nœuds (52,8 km/h). Il transportait 931 tonnes de mazout. Le navire avait un équipage de 301 officiers et autres grades.
L’armement principal du HMS Comus se composait de deux canons Mk XII de 6 pouces (152 mm) qui étaient montés sur l’axe à l’arrière, avec un canon surplombant le canon arrière. Son armement secondaire se composait de huit canons Mk IV QF de 4 pouces (102 mm), quatre de chaque côté, une paire en avant du pont, une autre paire sur le gaillard d'avant et les deux autres paires un pont plus bas au milieu du navire. Pour la lutte antiaérienne, il était équipé d’un canon QF de 6 livres 2,2 pouces (57 mm). Le navire avait également deux affûts jumeaux, au-dessus de l’eau, pour des tubes lance-torpilles de 21 pouces (533 mm), un sur chaque flanc. Les navires du groupe Caroline étaient protégés par une ceinture blindée au milieu du navire dont l’épaisseur allait de 1 à 3 pouces (25 à 76 mm) et un pont blindé de 1 pouce (25 mm). Les murs de leur passerelle étaient de 6 pouces d’épaisseur.

## Histoire
Le HMS Comus a été construit par Swan Hunter à Wallsend. Sa quille a été posée le 13 novembre 1913 et il a été lancé le 16 décembre 1914.

### Première Guerre mondiale
Mis en service  dans la Royal Navy le 15 mai 1915, le HMS Comus est affecté à la 4e Escadre de croiseurs légers de la Grand Fleet. Avec le destroyer HMS Munster, il coule le raider marchand Greif de la Kaiserliche Marine (marine impériale allemande) en mer du Nord le 29 février 1916. Il combat à la bataille du Jutland du 31 mai au 1er juin 1916 sous le commandement du captain Alan Geoffrey Hotham. Au cours de la bataille, le 31 mai vers 20 h 40, le HMS Comus envoya au grand commandant de la flotte, l’amiral John Jellicoe, des informations sur l’emplacement de la flotte allemande. Ces informations, couplées à des informations supplémentaires venues des HMS Falmouth, Southampton et Lion, donnèrent à Jellicoe les informations dont il avait besoin pour décider des mouvements nocturnes de sa flotte dans la nuit du 31 mai au 1er juin 1916.

### Après-guerre
Après la fin de la Première Guerre mondiale, le HMS Comus a servi dans la 1ère Escadre de croiseurs légers de mars à avril 1919, puis il a subi un réaménagement à Rosyth, en Écosse. Il est de nouveau mis hors service en octobre 1919 pour une autre mission à la 4e Escadre de croiseurs légers et sert à la station des Indes orientales jusqu’en juin 1923, servant temporairement de navire amiral de la station en 1921. Alors qu’il était encore affecté à la station des Indes orientales en novembre 1922, il commença un réaménagement à Portsmouth qui dura jusqu’en juillet 1923. Il est ensuite rattaché à la 3e Escadre de croiseurs légers de la Mediterranean Fleet (flotte de Méditerranée) jusqu’en décembre 1924, date à laquelle il entre dans la réserve de Nore.
Le HMS Comus quitte la réserve en septembre 1925 pour être remis en service dans la 2e Escadre de croiseurs légers de la Atlantic Fleet. Après une remise en état, il est remis en service pour le même service en août 1927. Le nouveau croiseur lourd HMS Norfolk le relève en mai 1930, et il entre en réserve à Devonport, devenant le navire amiral de l’officier supérieur de la Marine en avril 1931 et restant navire amiral jusqu’à sa mise hors service en décembre 1933, quand il est placé sous le contrôle du chantier naval.

### Élimination
Le HMS Comus a été vendu le 28 juillet 1934 à Thos W Ward de Barrow-in-Furness pour la démolition.